# Algarve-Cup 2009
Der Algarve-Cup 2009 war die 16. Austragung des jährlich stattfindenden Turniers für Frauenfußball-Nationalmannschaften und fand zwischen dem 4. und 11. März 2009 an der portugiesischen Algarve statt. Die Mannschaft aus Schweden gewann das Turnier vor dem Titelverteidiger aus den USA und Dänemark.

## Teilnehmende Mannschaften
An dem Einladungsturnier nahmen 2009 zwölf Mannschaften teil. Erstteilnehmer sind kursiv gekennzeichnet.
| - Dänemark - Deutschland - Finnland - Island - Norwegen - Österreich | - Polen - Portugal (Gastgeber) - Schweden - USA (Titelverteidiger) - China - Wales |

## Turnierverlauf
Die zwölf teilnehmenden Mannschaften wurden in drei Gruppen aufgeteilt und trafen in einem Rundenturnier aufeinander. Dabei wurden die acht stärksten Mannschaften den Gruppen A und B zugeteilt, die vier schwächsten Mannschaften traten in Gruppe C gegeneinander an. In der anschließenden Finalrunde spielten die Gruppensieger der Gruppen A und B im Finale um den Turniersieg, die Zweiten und Dritten dieser Gruppen um die Plätze drei und fünf. Der beste Vierte der Gruppen A und B trat gegen den Sieger der Gruppe C im Spiel um Platz sieben an, die schlechteste Mannschaft der Gruppen A und B gegen den Zweitplatzierten der Gruppe C im Spiel um Platz neun, während die dritt- und viertplatzierten Mannschaften der Gruppe C in einem Spiel um den elften Platz aufeinander trafen.

### Gruppenphase
Gruppe A
| Pl. | Land        | Sp. | S | U | N | Tore    | Diff. | Punkte |
| --- | ----------- | --- | - | - | - | ------- | ----- | ------ |
| 1.  | Schweden    | 3   | 2 | 1 | 0 | 004:200 | +2    | 07     |
| 2.  | Deutschland | 3   | 2 | 0 | 1 | 007:300 | +4    | 06     |
| 3.  | China       | 3   | 1 | 1 | 1 | 001:300 | −2    | 04     |
| 4.  | Finnland    | 3   | 0 | 0 | 3 | 000:400 | −4    | 0      |

|                                            |   |             |     |
| 4. März 2009 in Albufeira                  |   |             |     |
| Deutschland                                | – | Finnland    | 2:0 |
| 4. März 2009 in Lagos                      |   |             |     |
| China                                      | – | Schweden    | 0:0 |
| 6. März 2009 in Lagos                      |   |             |     |
| Schweden                                   | – | Finnland    | 1:0 |
| 6. März 2009 in Albufeira                  |   |             |     |
| Deutschland                                | – | China       | 3:0 |
| 9. März 2009 in Vila Real de Santo António |   |             |     |
| Finnland                                   | – | China       | 0:1 |
| 9. März 2009 in Faro                       |   |             |     |
| Schweden                                   | – | Deutschland | 3:2 |

Gruppe B
| Pl. | Land     | Sp. | S | U | N | Tore    | Diff. | Punkte |
| --- | -------- | --- | - | - | - | ------- | ----- | ------ |
| 1.  | USA      | 3   | 3 | 0 | 0 | 004:000 | +4    | 09     |
| 2.  | Dänemark | 3   | 2 | 0 | 1 | 004:200 | +2    | 06     |
| 3.  | Island   | 3   | 1 | 0 | 2 | 002:300 | −1    | 03     |
| 4.  | Norwegen | 3   | 0 | 0 | 3 | 001:600 | −5    | 0      |

|                           |   |          |     |
| 4. März 2009 in Lagos     |   |          |     |
| USA                       | – | Dänemark | 2:0 |
| 4. März 2009 in Olhão     |   |          |     |
| Norwegen                  | – | Island   | 1:3 |
| 6. März 2009 in Ferreiras |   |          |     |
| USA                       | – | Island   | 1:0 |
| 6. März 2009 in Lagos     |   |          |     |
| Dänemark                  | – | Norwegen | 2:0 |
| 9. März 2009 in Ferreiras |   |          |     |
| Norwegen                  | – | USA      | 0:1 |
| 9. März 2009 in Silves    |   |          |     |
| Island                    | – | Dänemark | 0:2 |

Gruppe C
| Pl. | Land       | Sp. | S | U | N | Tore    | Diff. | Punkte |
| --- | ---------- | --- | - | - | - | ------- | ----- | ------ |
| 1.  | Portugal   | 3   | 3 | 0 | 0 | 005:200 | +3    | 09     |
| 2.  | Österreich | 3   | 1 | 1 | 1 | 003:300 | ±0    | 04     |
| 3.  | Wales      | 3   | 1 | 0 | 2 | 007:500 | +2    | 03     |
| 4.  | Polen      | 3   | 0 | 1 | 2 | 003:800 | −5    | 01     |

|                                            |   |            |     |
| 4. März 2009 in Alvor                      |   |            |     |
| Wales                                      | – | Österreich | 1:2 |
| 4. März 2009 in Albufeira                  |   |            |     |
| Portugal                                   | – | Polen      | 2:1 |
| 6. März 2009 in Vila Real de Santo António |   |            |     |
| Österreich                                 | – | Polen      | 1:1 |
| 6. März 2009 in Albufeira                  |   |            |     |
| Portugal                                   | – | Wales      | 2:1 |
| 9. März 2009 in Faro                       |   |            |     |
| Portugal                                   | – | Österreich | 1:0 |
| 9. März 2009 in Loulé                      |   |            |     |
| Polen                                      | – | Wales      | 1:5 |

### Finalrunde
Spiel um Platz 11
|                            |   |       |     |
| 11. März 2009 in Albufeira |   |       |     |
| Wales                      | – | Polen | 1:2 |

Spiel um Platz 9
|                        |   |          |     |
| 11. März 2009 in Loulé |   |          |     |
| Österreich             | – | Norwegen | 0:2 |

Spiel um Platz 7
|                        |   |          |                |
| 11. März 2009 in Lagos |   |          |                |
| Portugal               | – | Finnland | 1:1, 2:4 i. E. |

Spiel um Platz 5
|                        |   |        |     |
| 11. März 2009 in Olhão |   |        |     |
| China                  | – | Island | 2:1 |

Spiel um Platz 3
|                       |   |          |     |
| 11. März 2009 in Faro |   |          |     |
| Deutschland           | – | Dänemark | 0:1 |

### Finale
| Schweden                                           | Schweden | USA | USA |
| -------------------------------------------------- | --- | --- | --- |
| Schweden                                           | \| 11. März 2009 in Faro/Loulé (Estádio Algarve) \| \| Ergebnis: 1:1 (1:0), 4:3 i. E. \| \| Zuschauer: 1.000 \| \| Schiedsrichterin: Bibiana Steinhaus ( Deutschland) \| \| Spielbericht \| | \| 11. März 2009 in Faro/Loulé (Estádio Algarve) \| \| Ergebnis: 1:1 (1:0), 4:3 i. E. \| \| Zuschauer: 1.000 \| \| Schiedsrichterin: Bibiana Steinhaus ( Deutschland) \| \| Spielbericht \|                                                                     | USA |
| Schweden                                           | Kristin Hammarström • Charlotte Rohlin, Stina Segerström, Anna Paulson, Sara Thunebro (46. Emelie Ölander) • Caroline Seger (78. Linda Sembrant), Therese Sjögran (63. Louise Fors), Kosovare Asllani (53. Madelaine Edlund), Nilla Fischer (37. Lisa Dahlkvist) • Victoria Svensson (71. Sara Lindén), Lotta Schelin Cheftrainer: Thomas Dennerby | Hope Solo • Heather Mitts , Shannon Boxx, Christie Rampone, Rachel Buehler • Heather O’Reilly (88. Angie Woznuk), Angela Hucles (83. Tina DiMartino), Carli Lloyd, Lindsay Tarpley (46. Amy Rodriguez) • Megan Rapinoe, Natasha Kai Cheftrainerin: Pia Sundhage | USA |
| Schweden                                           | 1:0 Lotta Schelin (18.) | 1:1 Shannon Boxx (90.) | USA |
| Schweden                                           | Elfmeterschießen | | USA |
| Schweden                                           | 1:0 Louise Fors 2:1 Lisa Dahlkvist 3:1 Linda Sembrant Paulson schießt über das Tor Solo hält gegen Schelin Ölander schießt über das Tor 4:3 Stina Segerström | 1:1 Shannon Boxx Hammarström hält gegen Megan Rapinoe 3:2 Carli Lloyd Christie Rampone schießt an den Pfosten 3:3 Tina DiMartino Hammarström hält gegen Angie Woznuk Heather Mitts schießt an den Pfosten                                                       | USA |
| Schweden                                           | 100. Länderspiel von Heather Mitts | | USA |
| 11. März 2009 in Faro/Loulé (Estádio Algarve)      | | |     |
| Ergebnis: 1:1 (1:0), 4:3 i. E.                     | | |     |
| Zuschauer: 1.000                                   | | |     |
| Schiedsrichterin: Bibiana Steinhaus ( Deutschland) | | |     |
| Spielbericht                                       | | |     |